# Segundo Recinto Fortificado
El Segundo Recinto Fortificado es uno de los cuatro recintos fortificados que componen la ciudadela de Melilla la Vieja y está situado entre el Primer Recinto Fortificado y el Tercer Recinto Fortificado.

## Historia
Junto con el Tercer Recinto Fortificado, formaba la Villa Vieja, en la que se establecieron los hombres de Juan Alonso Pérez de Guzmán (1464-1507), Duque de Medina Sidonia dirigidos por Pedro de Estopiñán y Virués en la ocupación de Melilla.
A finales del siglo XVII según proyecto del ingeniero Felipe Martín de Paredes se construye el Foso del Hornabeque  al norte, reconstruido entre 1716 y 1719 según diseño del ingeniero Pedro Borras.
Sobre su escarpa a finales del siglo XIX se construyen barracones según proyecto de Francisco Roldán y Vizcaíno, esta es restaurada en 1956 según proyecto del arquitecto Guillermo García Pascual y en 1987 son derribados los barracones.

## Descripción

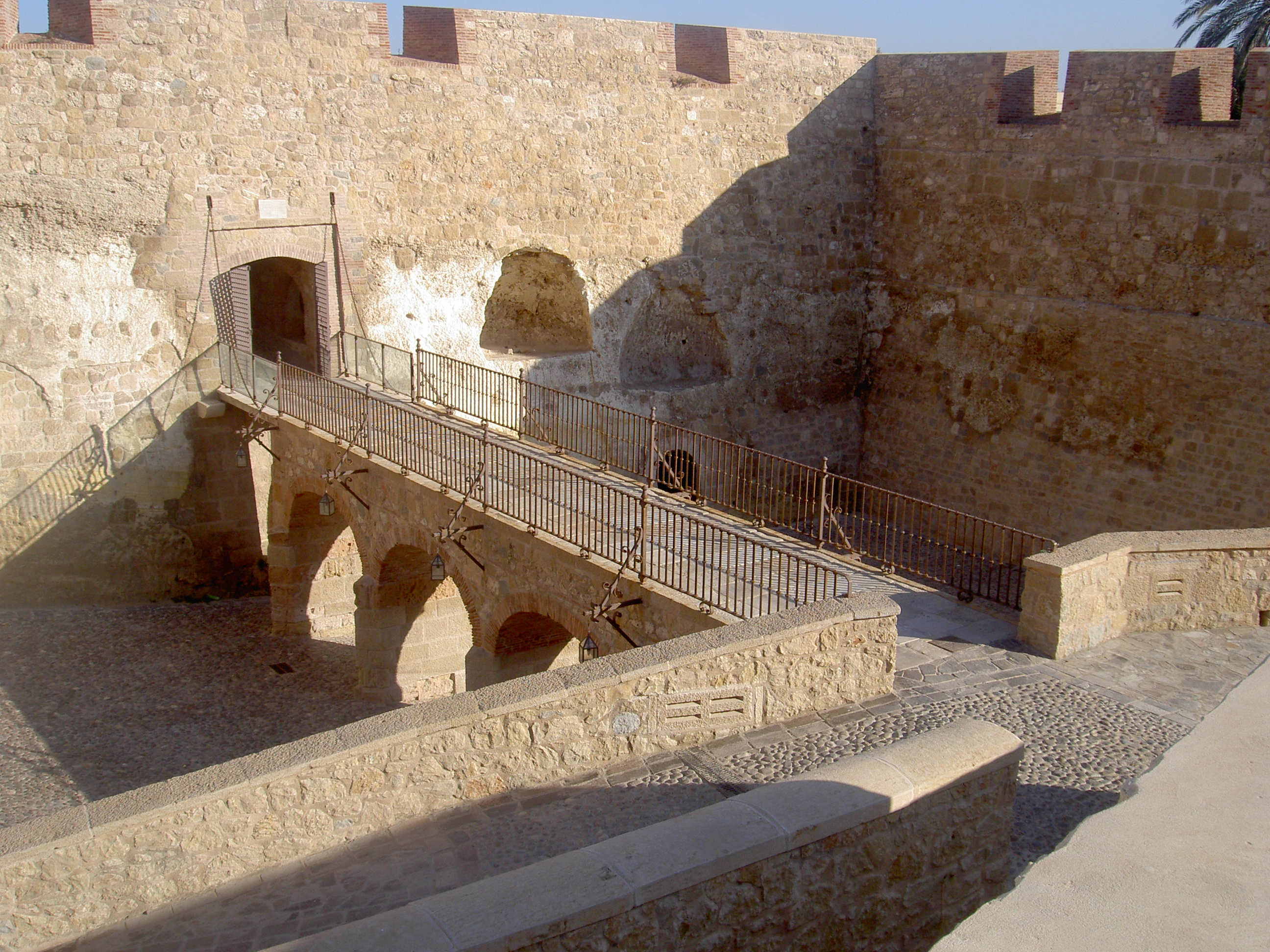
Foso del Hornabeque
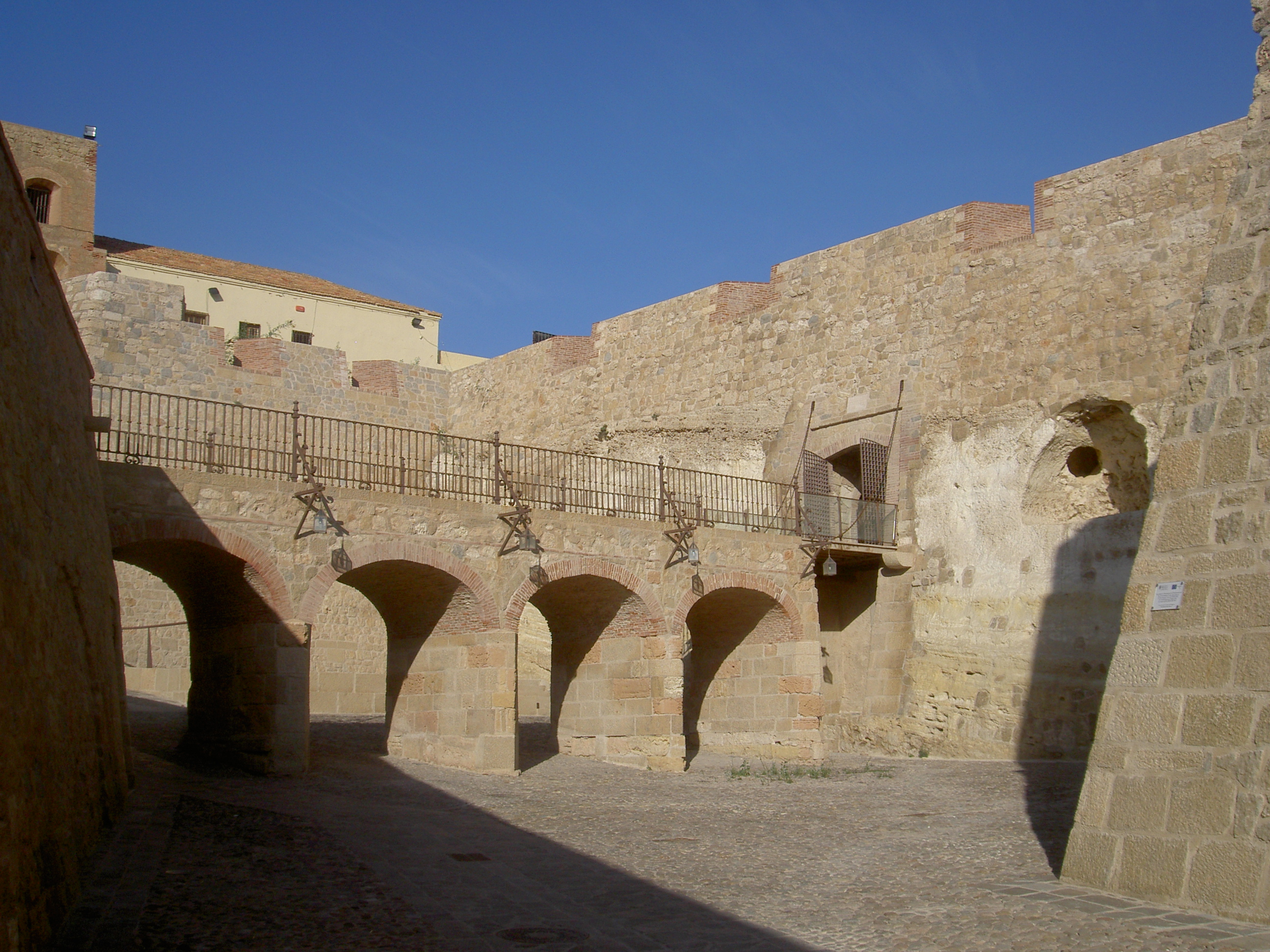
Foso del Hornabeque
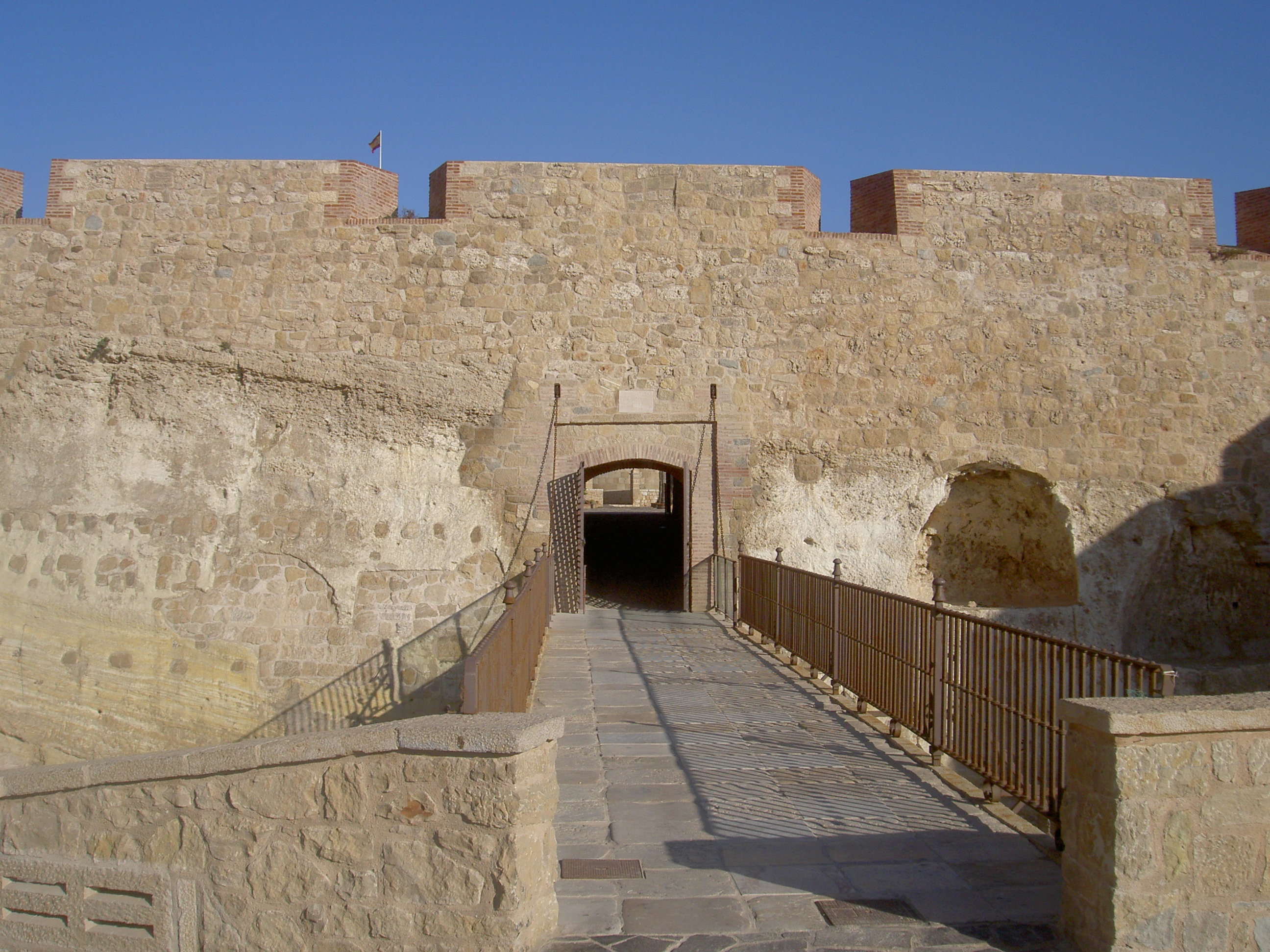
Puerta de la Victoria
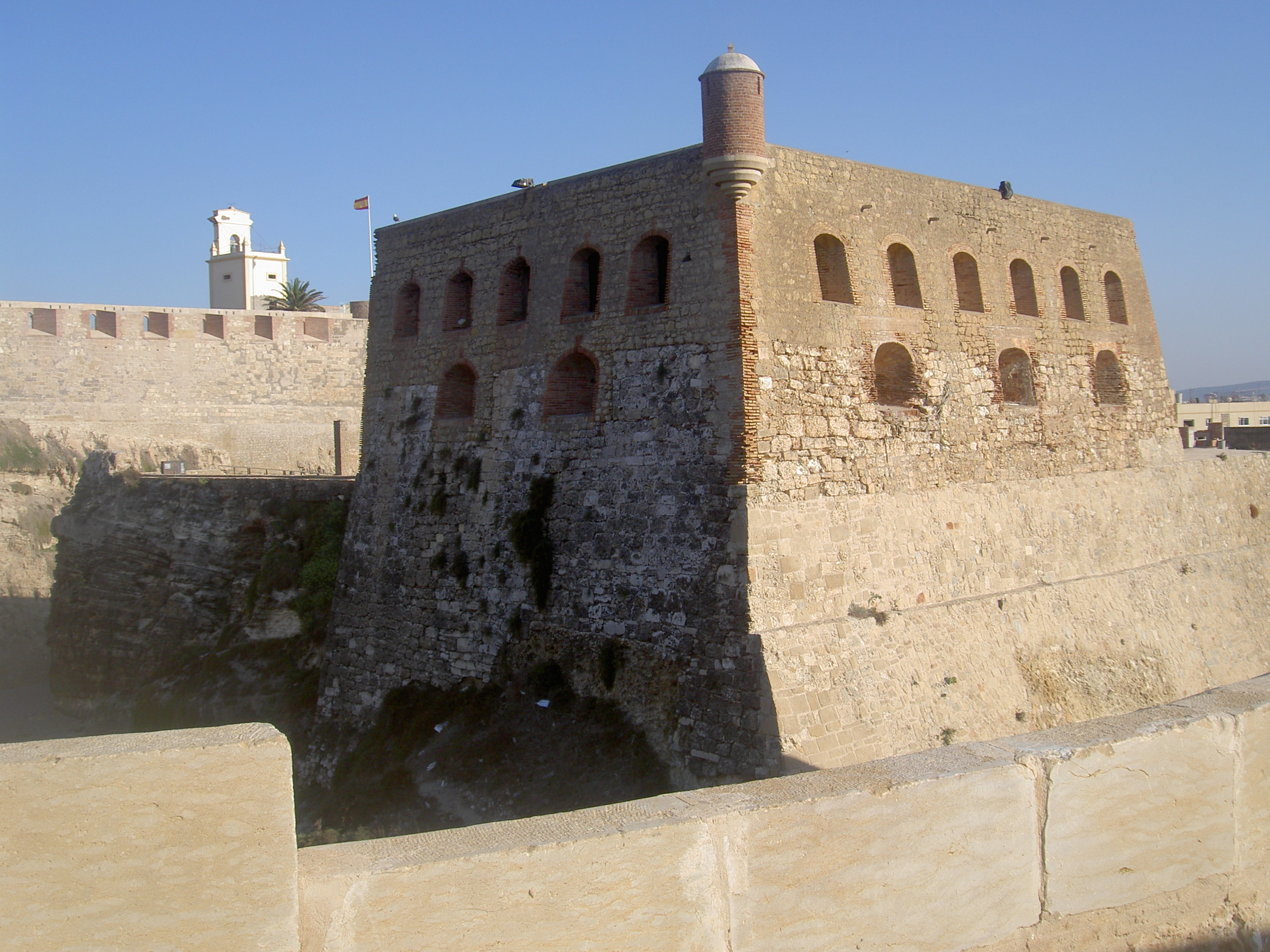
Baluarte de San Pedro Alto

En la actualidad en él se encuentra la Plaza de Armas, que ocupa casi todo su interior y está limitado por la Contraescarpa del Foso de Santiago hacia el este, el Primer Recinto Fortificado y  los  Llares o Dientes de Sierra con el Baluarte de San José Bajo, en cuyo subsuelo Mina de San José Bajo hacia el sur, el antiguo cauce del río de Oro.
Hacia el oeste está el frente abaluartada del Hornabeque, formados por los baluartes de San José Alto, San Pedro Bajo y el de San Pedro Alto, y la Plataforma de San Pedro, debajo de cuál se hallan el Túnel y la Puerta de la Victoria que se sitúan entre el primer y el segundo baluartes, y delante de todo y hacía el Tercer Recinto Fortificado, el Foso del Hornabeque.